# Mesbet
Mesbet fut l'une des épouses du pharaon Shabaka (XXVe dynastie).